# Тишковщина
Тишковщина (бел. Ці́шкаўшчына) — деревня в Воложинском районе Минской области Республики Беларусь. В составе Першайского сельсовета.

## История
В 1921—1945 годах деревня в составе гмины Городок Вилейского повета, позже в составе (1927) Молдечненского повета Виленского воеводства Польской Республики.
До 28 мая 2013 года деревня входила в состав Яршевичского сельсовета.

## Население
- 1921 год — 15 дворов, 80 жителей[5]
- 1931 год — 16 дворов, 70 жителей[6]

## Культура
В 2023 году постановлением Министерства культуры Республики Беларусь от 30 мая 2023 года № 80 статус нематериальной историко-культурной ценности присвоен элементу «Культура белорусской дуды на Минщине» в д. Тишковщина —  Историко-культурная ценность Республики Беларусь, .